# Skrovtjärnet
Skrovtjärnet är en sjö i Göteborgs kommun i Västergötland och ingår i Göta älvs huvudavrinningsområde. Skrovtjärnet ligger i Vättlefjäll Natura 2000-område. Sjöns area är 0,03 kvadratkilometer och den befinner sig 99 meter över havet.

## Bilder

Skrovtjärnet
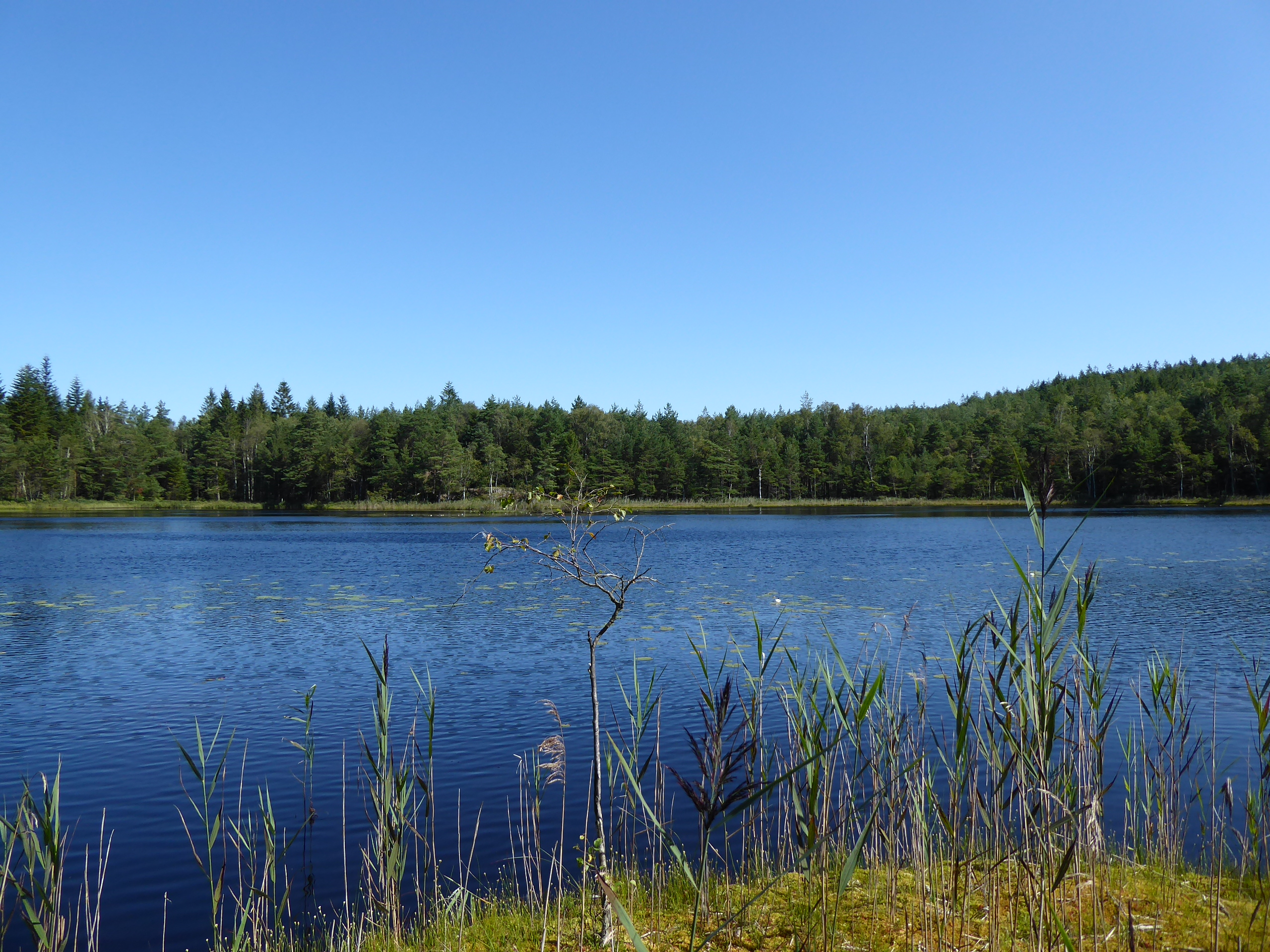
Skrovtjärnet söderifrån i juli 2024
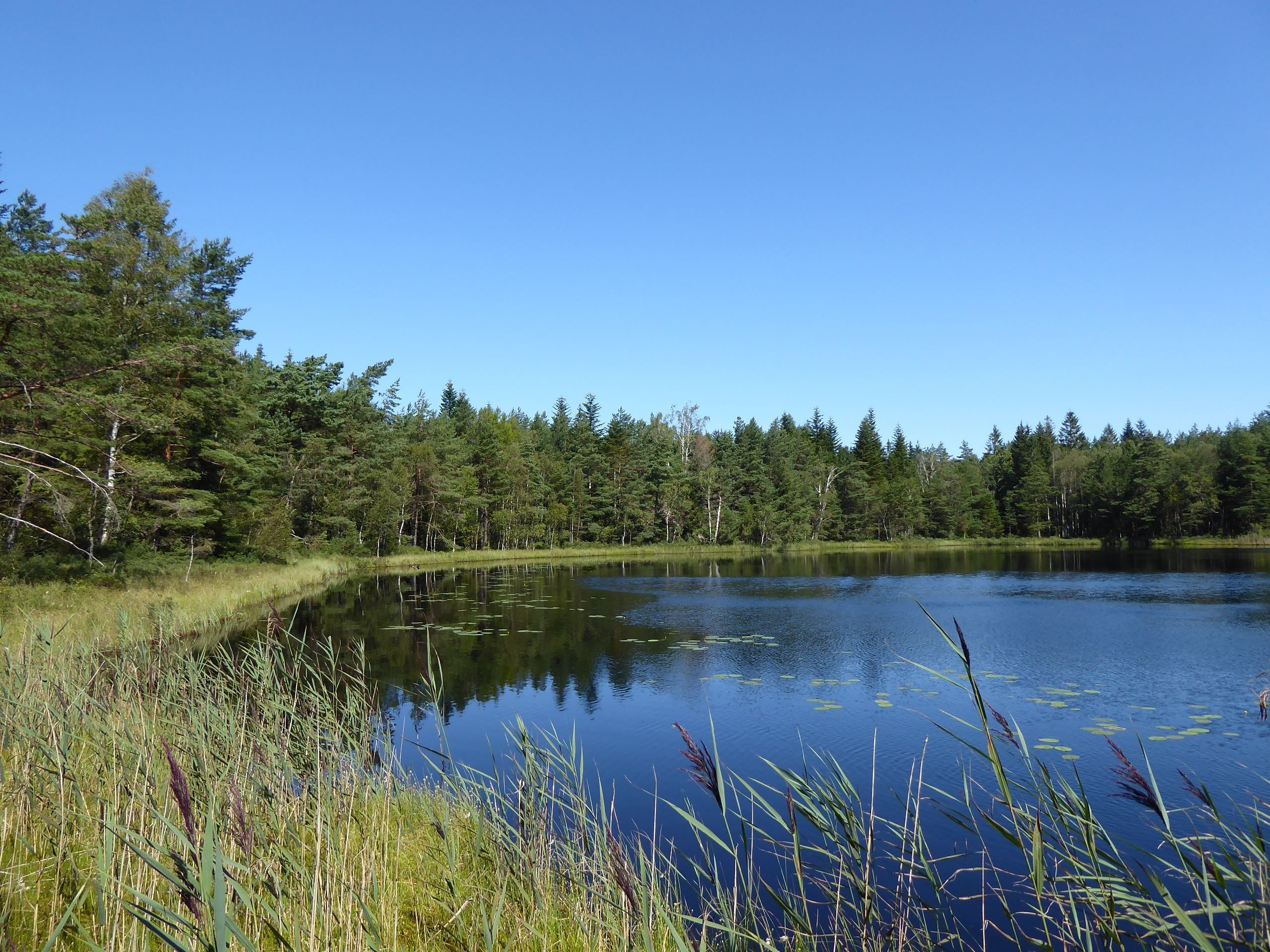
Skrovtjärnet från sydväst i juli 2024